# Anlauftal
Anlauftal (früher auch Anlaufthal) ist eine Rotte in der Gemeinde Bad Gastein im österreichischen Bundesland Salzburg.

## Geografie
Die Rotte Anlauftal gehört zur Ortschaft Bad Gastein und zur Katastralgemeinde Böckstein. Unmittelbar östlich des Ortsgebiets mündet der Höhkarbach in den Anlaufbach.
An die Siedlung grenzt das Landschaftsschutzgebiet Gasteiner-Tal. In Anlauftal wachsen das Kleine Tausendgüldenkraut (Centaurium pulchellum), die Gemeine Wegwarte (Cichorium intybus), die Heide-Nelke (Dianthus deltoides), die Stein-Nelke (Dianthus sylvestris), der Acker-Schöterich (Erysimum cheiranthoides), die Zypressen-Wolfsmilch (Euphorbia cyparissias), das Behaarte Knopfkraut (Galinsoga ciliata), das Norwegische Fingerkraut (Potentilla norvegica), der Wiesen-Salbei (Salvia pratensis), das Acker-Hellerkraut (Thlaspi arvense) und der Wiesen-Bocksbart (Tragopogon orientalis). Bei einer Erhebung der Vogelarten des Gasteinertals in den 1980er Jahren wurde in Anlauftal der Mauerläufer (Tichodroma muraria) als wahrscheinlicher Brutvogel beobachtet.

## Geschichte
Das Tal hieß bis ins 16. Jahrhundert ze Radeck. Erstmals 1521 wird in einer Waldbeschreibung eine „Anlauf“-Wand erwähnt. Dieser Name, anfangs als beim Anlauf und zw Anlauf, kommt vielleicht vom „Anlaufen“ von aufgescheuchten Gämsen in Netze bei der Jagd. Zeitweise gab es zwei und sogar drei solcher „Anlauf“-Wände in dieser Gegend.
Bereits im 15. und 16. Jahrhundert gab es in Anlauftal wie in mehreren anderen Orten im Gasteinertal erzverarbeitende Betriebe. Der Ort war in dieser Zeit von zahlreichen Berg- und Hüttenarbeitern geprägt. Im von 1823 bis 1830 erstellten Franziszeischen Kataster sind mehrere Gebäude unter dem Namen Anlauf Hütten verzeichnet. Eine größere Siedlungstätigkeit entfaltete sich erst zu Beginn des 20. Jahrhunderts im Zusammenhang mit der Errichtung der Tauernbahn. Am 26. und 27. Mai 1914 wurde das Anlauftal von einem schweren Hochwasser heimgesucht.

## Infrastruktur

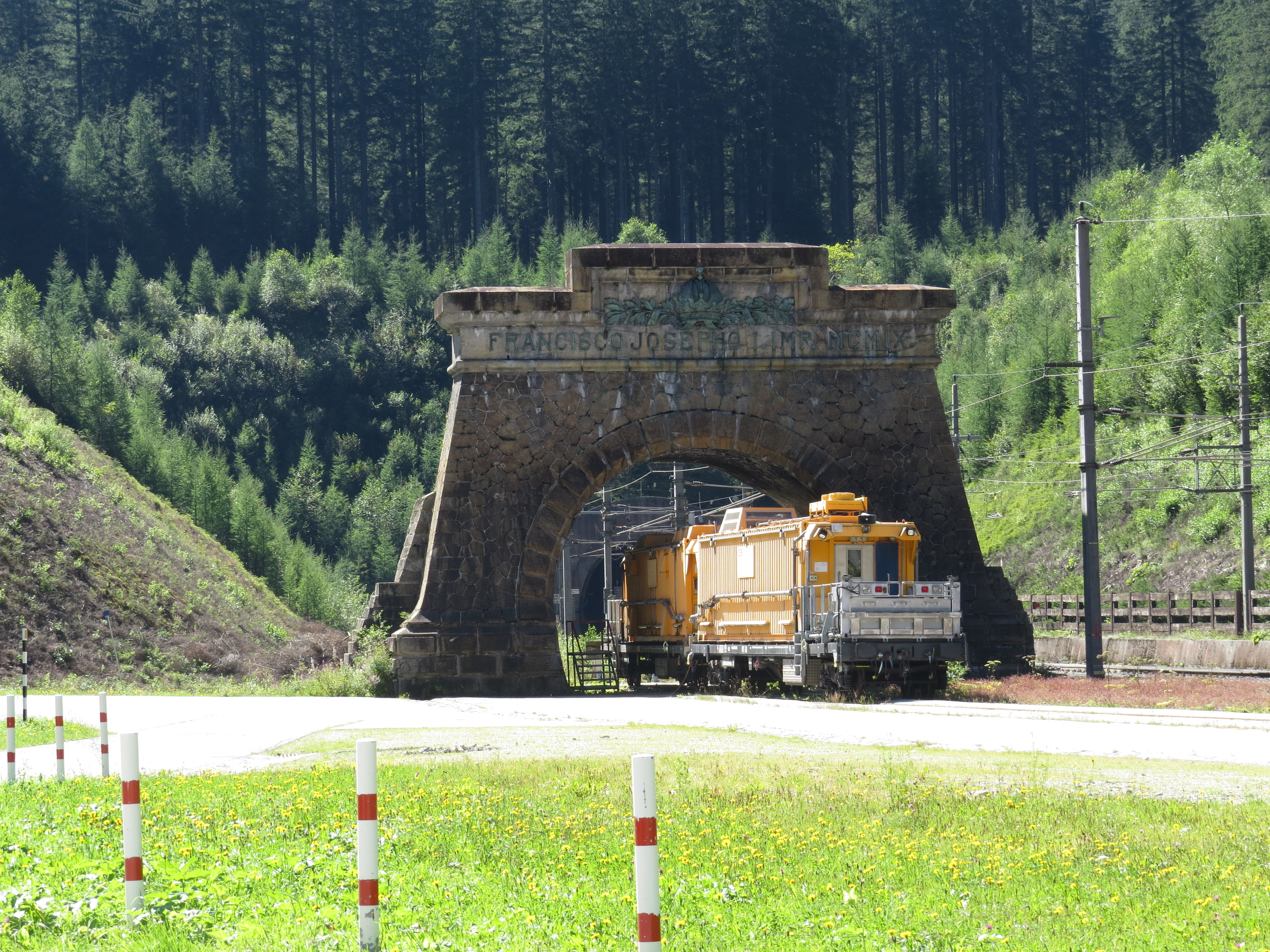
Ehemaliges Nordportal des Tauerntunnels

Der Bahnhof Böckstein der Tauernbahn befindet sich direkt bei der Siedlung. Das ehemalige, nunmehr freistehende Nordportal des Tauerntunnels steht unter Denkmalschutz.